# Behaarde slankmier
De behaarde slankmier (Leptothorax acervorum) is een mierensoort uit de onderfamilie van de Myrmicinae. De wetenschappelijke naam van de soort is voor het eerst geldig gepubliceerd in 1793 door Fabricius.